# Liste der Stolpersteine in Euskirchen
Die Liste der Stolpersteine in Euskirchen enthält alle Stolpersteine, die im Rahmen des gleichnamigen Projekts von Gunter Demnig in Euskirchen verlegt wurden. Mit ihnen soll an Opfer des Nationalsozialismus erinnert werden, die in Euskirchen lebten und wirkten.
Der erste Stolperstein wurden im Juni 2002 und der bisher letzte am 12. Dezember 2023 verlegt. Insgesamt wurden in der Kernstadt von Euskirchen und den Stadtteilen Flamersheim, Großbüllesheim, Kirchheim und Kuchenheim bisher insgesamt 251 Stolpersteine verlegt.

## Euskirchen (Kernstadt)
In der Kernstadt von Euskirchen gab es bis zum 12. Dezember 2023 sieben Verlegungen an 46 Orten. Es wurden dabei insgesamt 196 Stolpersteine verlegt.
| Name                           | Adresse                  | Bild | Inschrift | Verlegedatum  | Biografie und Anmerkungen |
| ------------------------------ | ------------------------ | --- | --- | ------------- | --- |
| Dr. Hugo Oster                 | Baumstraße 6–8 ·         | | Hier wohnte Dr. Hugo Oster Jg. 1878 deportiert Theresienstadt ermordet am 18.5.1943                                                                                      | 12. Juni 2002 | |
| Sofie Oster                    | Baumstraße 6–8 ·         | | Hier wohnte Sofie Oster geb. Mannheimer Jg. 1893 deportiert Auschwitz für tot erklärt                                                                                    | 12. Juni 2002 | |
| Irene Oster                    | Baumstraße 6–8 ·         | | Hier wohnte Irene Oster Jg. 1923 deportiert Auschwitz verschollen | 12. Juni 2002 | |
| Dr. Hugo Oster (Praxis)        | Wilhelmstraße 36 ·       | | Hier praktizierte Dr. Hugo Oster Jg. 1878 deportiert Theresienstadt ermordet am 18.5.1943                                                                                | 12. Juni 2002 | |
| Ignatz Schneider               | Klosterstraße 4 ·        | | Hier wohnte Ignatz Schneider Jg. 1875 deportiert 1942 ermordet in Theresienstadt                                                                                         | 16. Dez. 2006 | |
| Karoline Schneider             | Klosterstraße 4 ·        | | Hier wohnte Karoline Schneider geb. Jülich Jg. 1870 deportiert 1942 Auschwitz ermordet 31.12.1942                                                                        | 16. Dez. 2006 | |
| Albert Schneider               | Klosterstraße 4 ·        | | Hier wohnte Albert Schneider Jg. 1901 deportiert Theresienstadt ermordet 31.12.1941                                                                                      | 16. Dez. 2006 | |
| Frieda Schneider               | Klosterstraße 4 ·        | | Hier wohnte Frieda Schneider geb. Heumann Jg. 1903 deportiert 1941 ermordet in Riga                                                                                      | 16. Dez. 2006 | |
| Erwin Schneider                | Klosterstraße 4 ·        | | Hier wohnte Erwin Schneider Jg. 1931 deportiert 1941 ermordet in Riga | 16. Dez. 2006 | |
| Karl Schneider                 | Klosterstraße 4 ·        | | Hier wohnte Karl Schneider Jg. 1902 deportiert 1941 Riga überlebt | 16. Dez. 2006 | |
| Harry Schneider                | Klosterstraße 4 ·        | | Hier wohnte Harry Schneider Jg. 1938 deportiert 1941 ermordet in Riga | 16. Dez. 2006 | |
| Sara David                     | Neustraße 24 ·           | | Hier wohnte Sara David geb. Rothschild Jg. 1883 deportiert 1941 ermordet in Łodz                                                                                         | 16. Dez. 2006 | |
| Herbert David                  | Neustraße 24 ·           | | Hier wohnte Herbert David Jg. 1907 ??? | 16. Dez. 2006 | |
| Ilse Rolef                     | Hochstraße 56 ·          | | Hier wohnte Ilse Rolef Jg. 1929 deportiert ermordet in Auschwitz | 16. Dez. 2006 | Familie Marx, die in der Hochstraße 56 lebte, verschaffte anderen jüdischen Familien zum Schutz Scheinadressen. Es ist deshalb davon auszugehen, dass Ilse Rolef 1 (* 1929) wahrscheinlich nur zum Schutz in der Hochstraße 56 gemeldet war. In Wirklichkeit lebte sie bereits schon bei Verwandten in Holland. 2 |
| Hugo Mainzer                   | Kommerner Straße 11 ·    | | Hier wohnte Hugo Mainzer Jg. 1893 deportiert 1942 Minsk ??? | 16. Dez. 2006 | |
| Sibilla Mainzer                | Kommerner Straße 11 ·    | | Hier wohnte Sibilla Mainzer geb. Heumann Jg. 1905 deportiert 1942 Minsk ???                                                                                              | 16. Dez. 2006 | |
| Kurt Mainzer                   | Kommerner Straße 11 ·    | | Hier wohnte Kurt Mainzer Jg. 1927 deportiert 1942 Minsk ??? | 16. Dez. 2006 | |
| Gert Mainzer                   | Kommerner Straße 11 ·    | | Hier wohnte Gert Mainzer Jg. 1911 deportiert 1942 Minsk ??? | 16. Dez. 2006 | |
| Nathan Fröhlich                | Bischofstraße 21 ·       | | Hier wohnte Nathan Fröhlich Jg. 1876 deportiert 1942 Theresienstadt ???                                                                                                  | 4. Feb. 2009  | |
| Susanna Fröhlich               | Bischofstraße 21 ·       | | Hier wohnte Susanna Fröhlich geb. Roer Jg. 1879 deportiert 1942 ermordet in Auschwitz                                                                                    | 4. Feb. 2009  | |
| Bernhard Fröhlich              | Bischofstraße 21 ·       | | Hier wohnte Bernhard Fröhlich Jg. 1874 deportiert 1942 Theresienstadt ermordet                                                                                           | 4. Feb. 2009  | |
| Berta Fröhlich                 | Bischofstraße 21 ·       | | Hier wohnte Berta Fröhlich Jg. 1879 tot 13.4.1939 | 4. Feb. 2009  | |
| Ludwig Jülich                  | Frauenberger Straße 35 · | | Hier wohnte Ludwig Jülich Jg. 1879 deportiert 1942 ermordet | 4. Feb. 2009  | |
| Arthur Jülich                  | Frauenberger Straße 35 · | | Hier wohnte Arthur Jülich Jg. 1908 deportiert 1942 Minsk ermordet | 4. Feb. 2009  | |
| Elisa Jülich                   | Frauenberger Straße 35 · | | Hier wohnte Elisa Jülich geb. Frank Jg. 1911 deportiert 1942 Minsk ermordet                                                                                              | 4. Feb. 2009  | |
| Theodor Rolef                  | Billiger Straße 12 ·     | | Hier wohnte Theodor Rolef Jg. 1897 deportiert 1942 Minsk ermordet in Auschwitz                                                                                           | 4. Feb. 2009  | |
| Irene Rolef                    | Billiger Straße 12 ·     | | Hier wohnte Irene Rolef geb. Mayer Jg. 1903 deportiert 1942 Minsk ermordet in Auschwitz                                                                                  | 4. Feb. 2009  | |
| Edith Rolef                    | Billiger Straße 12 ·     | | Hier wohnte Edith Rolef Jg. 1926 Flucht 1939 Holland interniert Westerbork deportiert 1943 Auschwitz ermordet 11.2.1944                                                  | 4. Feb. 2009  | |
| Gert Rolef                     | Billiger Straße 12 ·     | | Hier wohnte Gert Rolef Jg. 1929 Flucht 1939 Holland interniert Westerbork deportiert 1943 ermordet 28.5.1943 Sobibor                                                     | 4. Feb. 2009  | |
| Ilse Rolef                     | Billiger Straße 12 ·     | | Hier wohnte Ilse Rolef Jg. 1929 Flucht 1939 Holland interniert Westerbork deportiert 1943 Auschwitz ermordet 11.2.1944                                                   | 4. Feb. 2009  | |
| Karl Rolef                     | Billiger Straße 14 ·     | | Hier wohnte Karl Rolef Jg. 1893 deportiert 1941 Riga ermordet | 4. Feb. 2009  | |
| Gerta Rolef                    | Billiger Straße 14 ·     | | Hier wohnte Gerta Rolef geb. Silberstein Jg. 1899 deportiert Riga ermordet                                                                                               | 4. Feb. 2009  | |
| Margot Rolef                   | Billiger Straße 14 ·     | | Hier wohnte Margot Rolef Jg. 1924 deportiert Riga ermordet | 4. Feb. 2009  | |
| Inge Rolef                     | Billiger Straße 14 ·     | | Hier wohnte Inge Rolef Jg. 1927 deportiert Riga ermordet | 4. Feb. 2009  | |
| Tina Seligmann                 | Kommerner Straße 64 ·    | | Hier wohnte Tina Seligmann Jg. 1867 deportiert 1942 Theresienstadt ???                                                                                                   | 4. Feb. 2009  | |
| Jakob Seligmann                | Kommerner Straße 64 ·    | | Hier wohnte Jakob Seligmann Jg. 1861 tot 13.2.1941 | 4. Feb. 2009  | |
| Julia Seligmann                | Kommerner Straße 64 ·    | | Hier wohnte Julia Seligmann geb. Meier Jg. 1855 tot 18.1.1933 | 4. Feb. 2009  | |
| Sibilla Seligmann              | Kommerner Straße 64 ·    | | Hier wohnte Sibilla Seligmann Jg. 1892 eingewiesen ´Heilanstalt´ Bendorf-Sayn deportiert 1941 Izbica ermordet                                                            | 4. Feb. 2009  | |
| Andreas Meyer                  | Martinsgasse 1 ·         | | Hier wohnte Andreas Meyer Jg. 1895 deportiert 1942 Minsk ??? | 4. Feb. 2009  | |
| Johanna Meyer                  | Martinsgasse 1 ·         | | Hier wohnte Johanna Meyer geb. Lion Jg. 1895 deportiert 1942 Minsk ???                                                                                                   | 4. Feb. 2009  | |
| Ruth Meyer                     | Martinsgasse 1 ·         | | Hier wohnte Ruth Meyer Jg. 1928 deportiert 1942 Minsk ??? | 4. Feb. 2009  | |
| Hannelore Meyer                | Martinsgasse 1 ·         | | Hier wohnte Hannelore Meyer Jg. 1928 tot 1.7.1934 | 4. Feb. 2009  | |
| Margot Meyer                   | Martinsgasse 1 ·         | | Hier wohnte Margot Meyer Jg. 1929 deportiert 1942 Minsk ??? | 4. Feb. 2009  | |
| Edith Meyer                    | Martinsgasse 1 ·         | | Hier wohnte Edith Meyer Jg. 1930 deportiert 1942 Minsk ??? | 4. Feb. 2009  | |
| Irene Meyer                    | Martinsgasse 1 ·         | | Hier wohnte Irene Meyer Jg. 1931 deportiert 1942 Minsk ??? | 4. Feb. 2009  | |
| Walter Meyer                   | Martinsgasse 1 ·         | | Hier wohnte Walter Meyer Jg. 1934 deportiert 1942 Minsk ??? | 4. Feb. 2009  | |
| Josef Berg                     | Mühlenstraße 11 ·        | | Hier wohnte Josef Berg Jg. 1891 deportiert 1942 Minsk ??? | 4. Feb. 2009  | |
| Frieda Berg                    | Mühlenstraße 11 ·        | | Hier wohnte Frieda Berg geb. Cohn Jg. 1896 deportiert 1942 Minsk ??? | 4. Feb. 2009  | |
| Walter Berg                    | Mühlenstraße 11 ·        | | Hier wohnte Walter Berg Jg. 1923 deportiert 1942 Minsk ??? | 4. Feb. 2009  | |
| Rudolf Berg                    | Mühlenstraße 11 ·        | | Hier wohnte Rudolf Berg Jg. 1923 deportiert 1942 Minsk ??? | 4. Feb. 2009  | |
| Siegfried Cohn                 | Wilhelmstraße 18 ·       | | Hier wohnte Siegfried Cohn Jg. 1891 deportiert 1941 Łodz ermordet | 4. Feb. 2009  | |
| Paula Cohn                     | Wilhelmstraße 18 ·       | | Hier wohnte Paula Cohn geb. Schnog Jg. 1899 deportiert 1941 Łodz ermordet                                                                                                | 4. Feb. 2009  | |
| Heinz Cohn                     | Wilhelmstraße 18 ·       | | Hier wohnte Heinz Cohn Jg. 1921 deportiert 1941 Łodz ermordet | 4. Feb. 2009  | |
| Edith Cohn                     | Wilhelmstraße 18 ·       | | Hier wohnte Edith Cohn Jg. 1922 deportiert 1941 Łodz ermordet | 4. Feb. 2009  | |
| Lotte Cohn                     | Wilhelmstraße 18 ·       | | Hier wohnte Lotte Cohn Jg. 1937 deportiert 1941 Łodz ermordet | 4. Feb. 2009  | |
| Anton Liebertz                 | Bendenstraße 34 ·        | | Hier wohnte Anton Liebertz Jg. 1928 eingewiesen 1940 Heil-Pflegeanstalt St. Josephshaus Mönchengladbach ´verlegt´ 1943 Heilanstalt Niedernhart / Linz ermordet 30.5.1943 | 11. Juli 2012 | |
| Arthur Rückert                 | Bendenstraße 39 ·        | | Hier wohnte Arthur Rückert Jg. 1893 Zeuge Jehovas mehrmals verhaftet 1936 Heilanstalt Düren ´verlegt´ 1940 Landes Pflegeanstalt Brandenburg ermordet 16.4.1940           | 11. Juli 2012 | |
| Ottilie Rückert                | Bendenstraße 39 ·        | | Hier wohnte Ottilie Rückert geb. Nitzsche Jg. 1895 verarmt / erkrankt tot 21.1.1939 Lungentuberkulose                                                                    | 11. Juli 2012 | |
| Franziska Hubertine Blumenthal | Bischofstraße 9 ·        | | Hier wohnte Franziska Blumenthal Jg. 1919 eingewiesen 1940 ´verlegt´ Heilanstalt Plagwitz ermordet 17.3.1943                                                             | 11. Juli 2012 | |
| Julius Nathan                  | Bischofstraße 10 ·       | | Hier wohnte Julius Nathan Jg. 1889 deportiert 1942 ermordet in Minsk | 11. Juli 2012 | |
| Johanna Nathan                 | Bischofstraße 10 ·       | | Hier wohnte Johanna Nathan geb. Bär Jg. 1892 tot 11.8.1938 St.Vinzenzkrankenhaus Köln                                                                                    | 11. Juli 2012 | |
| Edgar Ernst Nathan             | Bischofstraße 10 ·       | | Hier wohnte Edgar Ernst Nathan Jg. 1926 deportiert 1942 ermordet in Minsk                                                                                                | 11. Juli 2012 | |
| Charlotte Nathan               | Bischofstraße 10 ·       | | Hier wohnte Charlotte Nathan geb. Lesser Jg. 1895 deportiert 1942 ermordet in Minsk                                                                                      | 11. Juli 2012 | |
| Simon Israel                   | Grünstraße 31 ·          | | Hier wohnte Simon Israel Jg. 1864 deportiert 1942 Theresienstadt ermordet 27.6.1942                                                                                      | 11. Juli 2012 | |
| Eva Israel                     | Grünstraße 31 ·          | | Hier wohnte Eva Israel geb. Heilberg Jg. 1868 deportiert 1942 Theresienstadt ermordet 19.8.1942                                                                          | 11. Juli 2012 | |
| Helena Israel                  | Grünstraße 31 ·          | | Hier wohnte Helena Israel geb. Horn Jg. 1861 deportiert 1942 Theresienstadt ermordet 28.10.1942                                                                          | 11. Juli 2012 | |
| Julie Israel                   | Grünstraße 31 ·          | | Hier wohnte Julie Israel verh. Herz Jg. 1897 Flucht 1938 Belgien überlebt                                                                                                | 11. Juli 2012 | |
| Selma Israel                   | Grünstraße 31 ·          | | Hier wohnte Selma Israel verh. Kaufmann Jg. 1898 deportiert 1942 Richtung Osten ermordet im besetzten Polen                                                              | 11. Juli 2012 | |
| Arthur Israel                  | Grünstraße 31 ·          | | Hier wohnte Arthur Israel Jg. 1911 Flucht 1938 England überlebt | 11. Juli 2012 | |
| Josef Heidrich                 | Kälkstraße 18 ·          | | Hier wohnte Josef Heidrich Jg. 1900 eingewiesen 1935 Heil-Pflegeanstalt Bonn 1941 Andernach ´verlegt´ 1941 Hadamar ermordet 15.8.1941                                    | 11. Juli 2012 | |
| Eva Meyer                      | Kirchstraße 20 ·         | | Hier wohnte Eva Meyer geb. Salomon Jg. 1865 deportiert 1942 Theresienstadt ermordet 9.3.1944                                                                             | 11. Juli 2012 | |
| Rosa Meyer                     | Kirchstraße 20 ·         | | Hier wohnte Rosa Meyer Jg. 1897 deportiert 1942 Theresienstadt ermordet 31.12.1944 Auschwitz                                                                             | 11. Juli 2012 | |
| Josef Meyer                    | Kirchstraße 20 ·         | | Hier wohnte Josef Meyer Jg. 1901 Flucht 1939 Frankreich interniert Drancy deportiert 1943 Majdanek ermordet 6.3.1943                                                     | 11. Juli 2012 | |
| Karl Horn                      | Kirchstraße 20 ·         | | Hier wohnte Karl Horn Jg. 1892 deportiert 1942 Theresienstadt ermordet in Auschwitz                                                                                      | 11. Juli 2012 | |
| Tina Erna Horn                 | Kirchstraße 20 ·         | | Hier wohnte Erna Horn geb. Meyer Jg. 1896 deportiert 1942 Theresienstadt ermordet in Auschwitz                                                                           | 11. Juli 2012 | |
| Adolf Meyer                    | Klosterstraße 9 ·        | | Hier wohnte Adolf Meyer Jg. 1871 tot in Köln 28.1.1942 jüdisches Krankenhaus                                                                                             | 11. Juli 2012 | |
| Julia Meyer                    | Klosterstraße 9 ·        | | Hier wohnte Julia Meyer Jg. 1875 jüdisches Krankenhaus 1942 deportiert 1942 Theresienstadt ermordet in FTreblinka                                                        | 11. Juli 2012 | |
| Henriette Meyer                | Klosterstraße 9 ·        | | Hier wohnte Henriette Meyer Jg. 1888 deportiert 1942 Richtung Osten ermordet im besetzten Polen                                                                          | 11. Juli 2012 | |
| Abraham Meyer                  | Berliner Straße 21 ·     | | Hier wohnte Abraham Meyer Jg. 1863 Heimatort unfreiwillig verlassen 1933 Köln deportiert 1942 Theresienstadt ermordet 13.1.1943                                          | 11. Juli 2012 | |
| Fanny Meyer                    | Berliner Straße 21 ·     | | Hier wohnte Fanny Meyer geb. Wohlgemut Jg. 1870 Heimatort unfreiwillig verlassen 1933 Köln tot 2.1.1941                                                                  | 11. Juli 2012 | |
| Lilli Meyer                    | Berliner Straße 21 ·     | | Hier wohnte Lilli Meyer Jg. 1896 Heimatort unfreiwillig verlassen 1933 Köln deportiert 1942 Theresienstadt ermordet in Auschwitz                                         | 11. Juli 2012 | |
| Karl Meyer                     | Berliner Straße 21 ·     | | Hier wohnte Karl Meyer Jg. 1898 Heimatort unfreiwillig verlassen 1933 Köln deportiert 1941 ermordet in Riga                                                              | 11. Juli 2012 | |
| Fritz Meyer                    | Berliner Straße 21 ·     | | Hier wohnte Fritz Meyer Jg. 1902 Heimatort unfreiwillig verlassen 1933 Köln deportiert 1941 Łodz ermordet 17.4.1942                                                      | 11. Juli 2012 | |
| Klementine Meyer               | Berliner Straße 21 ·     | | Hier wohnte Klementine Meyer geb. Rolef Jg. 1914 Heimatort unfreiwillig verlassen 1933 Köln deportiert 1941 Łodz ermordet 12.5.1942                                      | 11. Juli 2012 | |
| Johanna Meyer                  | Berliner Straße 21 ·     | | Hier wohnte Johanna Meyer Jg. 1911 Heimatort unfreiwillig verlassen 1933 Köln Flucht Belgien interniert Mechelen deportiert 1943 ermordet in Auschwitz                   | 11. Juli 2012 | |
| Dr. Salomon Heilberg           | Oststraße 22–26 ·        | | Hier wohnte Dr. Salomon Heilberg Jg. 1871 Flucht 1938 Holland tot 16.3.1942                                                                                              | 11. Juli 2012 | |
| Rosa Heilberg                  | Oststraße 22–26 ·        | | Hier wohnte Rosa Heilberg geb. Ruhr Jg. 1876 Flucht 1938 Holland 1942 Belgien überlebt                                                                                   | 11. Juli 2012 | |
| Dr. Leopold Heilberg           | Oststraße 22–26 ·        | | Hier wohnte Dr. Leopold Heilberg Jg. 1904 Flucht 1937 England überlebt                                                                                                   | 11. Juli 2012 | |
| Karl Heilberg                  | Oststraße 22–26 ·        | | Hier wohnte Karl Heilberg Jg. 1906 Flucht 1933 Belgien überlebt | 11. Juli 2012 | |
| Alfred Heilberg                | Oststraße 22–26 ·        | | Hier wohnte Alfred Heilberg Jg. 1909 Flucht 1943 Holland überlebt | 11. Juli 2012 | |
| Max Heilberg                   | Oststraße 22–26 ·        | | Hier wohnte Max Heilberg Jg. 1911 Flucht 1937 England überlebt | 11. Juli 2012 | |
| Martha Heilberg                | Oststraße 22–26 ·        | | Hier wohnte Martha Heilberg Jg. 1915 Flucht 1937 England überlebt | 11. Juli 2012 | |
| Ernst Heilberg                 | Oststraße 22–26 ·        | | Hier wohnte Ernst Heilberg Jg. 1917 Flucht 1937 England überlebt | 11. Juli 2012 | |
| Julius Kahn                    | Rathausstraße 4 ·        | | Hier wohnte Julius Kahn Jg. 1875 deportiert 1942 Theresienstadt ermordet in Treblinka                                                                                    | 11. Juli 2012 | |
| Emma Kahn                      | Rathausstraße 4 ·        | | Hier wohnte Emma Kahn geb. Haas Jg. 1880 deportiert 1942 Theresienstadt ermordet in Treblinka                                                                            | 11. Juli 2012 | |
| Rosel Kahn                     | Rathausstraße 4 ·        | | Hier wohnte Rosel Kahn verh. Meyer Jg. 1905 deportiert 1942 Theresienstadt ermordet 1944 Auschwitz                                                                       | 11. Juli 2012 | |
| Erich Kahn                     | Rathausstraße 4 ·        | | Hier wohnte Erich Kahn Jg. 1913 deportiert 1942 ermordet in Minsk | 11. Juli 2012 | |
| Paula Kahn                     | Rathausstraße 4 ·        | | Hier wohnte Paula Kahn geb. Levy Jg. 1912 deportiert 1942 ermordet in Minsk                                                                                              | 11. Juli 2012 | |
| Ernst Kahn                     | Rathausstraße 4 ·        | | Hier wohnte Ernst Kahn Jg. 1880 deportiert 1942 Richtung Osten Schicksal unbekannt                                                                                       | 11. Juli 2012 | |
| Anna Maria Bierekoven          | Ursulinenstraße 7 ·      | | Hier wohnte Anna Maria Bierekoven Jg. 1896 eingewiesen 1932 Heil- und Pflegeanstalt Kloster Marienborn ´verlegt´ 18.8.1942 Hadamar ermordet 25.3.1943                    | 11. Juli 2012 | |
| Philipp Schwarz                | Baumstraße 14 ·          | | Hier wohnte Philipp Schwarz Jg. 1889 Flucht 1941 Mexiko | 8. März 2018  | |
| Johanna Schwarz                | Baumstraße 14 ·          | | Hier wohnte Johanna Schwarz geb. Berger Jg. 1889 Flucht 1941 Mexiko | 8. März 2018  | |
| Hugo Schwarz                   | Baumstraße 14 ·          | | Hier wohnte Hugo Schwarz Jg. 1914 deportiert 1942 Minsk ermordet in Maly Trostinec                                                                                       | 8. März 2018  | |
| Ilse Schwarz                   | Baumstraße 14 ·          | | Hier wohnte Ilse Schwarz geb. Salm Jahrgang 1920 deportiert 1942 Minsk ermordet in Maly Trostinec                                                                        | 8. März 2018  | |
| Alex Schwarz                   | Baumstraße 14 ·          | | Hier wohnte Alex Schwarz Jg. 1915 Flucht 1938 Mexiko | 8. März 2018  | |
| Rosa Schwarz                   | Baumstraße 14 ·          | | Hier wohnte Rosa Schwarz Jg. 1919 Flucht 1939 England | 8. März 2018  | |
| Philipp Lothar Schwarz         | Baumstraße 14 ·          | | Hier wohnte Philipp Lothar Schwarz Jg. 1929 Flucht 1941 Mexiko | 8. März 2018  | |
| Abraham Orchan                 | Baumstraße 29 ·          | | Hier wohnte Abraham Orchan Jg. 1890 ´Polenaktion´ 1938 Bentschen / Zbaszyn interniert 1939 Bentschen / Zbaszyn Schicksal unbekannt                                       | 8. März 2018  | |
| Brane Orchan                   | Baumstraße 29 ·          | | Hier wohnte Brane Orchan geb. Benedik Jg. 1890 ´Polenaktion´ 1938 Bentschen / Zbaszyn interniert 1939 Bentschen / Zbaszyn Schicksal unbekannt                            | 8. März 2018  | |
| Joseph Orchan                  | Baumstraße 29 ·          | | Hier wohnte Joseph Orchan Jg. 1919 Flucht 1938 Kolumbien | 8. März 2018  | |
| Rosa Orchan                    | Baumstraße 29 ·          | | Hier wohnte Rosa Orchan Jg. 1920 ´Polenaktion´ 1938 Bentschen / Zbaszyn interniert 1939 Bentschen / Zbaszyn Flucht Palästina                                             | 8. März 2018  | |
| Nora Orchan                    | Baumstraße 29 ·          | | Hier wohnte Nora Orchan Jg. 1921 ´Polenaktion´ 1938 Bentschen / Zbaszyn interniert 1939 Bentschen / Zbaszyn Flucht USA                                                   | 8. März 2018  | |
| Markus Lion                    | Hochstraße 18 ·          | | Hier wohnte Markus Lion Jg. 1861 gedemütigt / entrechtet tot 21.11.1935                                                                                                  | 8. März 2018  | |
| Rosalie Lion                   | Hochstraße 18 ·          | | Hier wohnte Rosalie Lion geb. Herz Jg. 1865 deportiert 1942 Theresienstadt ermordet 26.6.1942                                                                            | 8. März 2018  | |
| Karl Lion                      | Hochstraße 18 ·          | | Hier wohnte Karl Lion Jg. 1894 deportiert 1942 Minsk ermordet in Maly Trostinec                                                                                          | 8. März 2018  | |
| Helene Lion                    | Hochstraße 18 ·          | | Hier wohnte Helene Lion geb. Nathan Jg. 1896 deportiert 1942 Minsk Ermordet in Maly Trostinec                                                                            | 8. März 2018  | |
| Günter Lion                    | Hochstraße 18 ·          | | Hier wohnte Günter Lion Jg. 1925 deportiert 1942 Minsk ermordet in Maly Trostinec                                                                                        | 8. März 2018  | |
| Alfred Lion                    | Hochstraße 18 ·          | | Hier wohnte Alfred Lion Jg. 1898 deportiert 1942 Minsk ermordet in Maly Trostinec                                                                                        | 8. März 2018  | |
| Fanny Horn                     | Kirchstraße 20 ·         | | Hier wohnte Fanny Horn geb. Herz Jg. 1861 deportiert 1942 Theresienstadt ermordet 5.3.1943                                                                               | 8. März 2018  | |
| Jakob Horn                     | Kommerner Straße 6 ·     | | Hier wohnte Jakob Horn Jg. 1875 deportiert 1942 Theresienstadt ermordet 1.2.1943                                                                                         | 8. März 2018  | |
| Sara Horn                      | Kommerner Straße 6 ·     | | Hier wohnte Sara Horn geb. Marx Jg. 1873 gedemütigt / entrechtet tot 18.7.1938 Krankenhaus Köln                                                                          | 8. März 2018  | |
| Kurt Horn                      | Kommerner Straße 6 ·     | | Hier wohnte Kurt Horn Jg. 1911 Flucht 1939 England 1940 USA | 8. März 2018  | |
| Arthur Horn                    | Kommerner Straße 6 ·     | | Hier wohnte Arthur Horn Jg. 1909 deportiert 1942 Minsk ermordet in Maly Trostinec                                                                                        | 8. März 2018  | |
| Joseph Heymann                 | Neustraße 32 ·           | | Hier wohnte Joseph Heymann Jg. 1886 deportiert 1942 Minsk ermordet in Maly Trostinec                                                                                     | 8. März 2018  | |
| Sibilla Heymann                | Neustraße 32 ·           | | Hier wohnte Sibilla Heymann geb. Aron Jg. 1887 deportiert 1942 Minsk ermordet in Maly Trostinec                                                                          | 8. März 2018  | |
| Herta Heymann                  | Neustraße 32 ·           | | Hier wohnte Herta Heymann Jg. 1916 Flucht 1937 Palästina | 8. März 2018  | |
| Fritz Heymann                  | Neustraße 32 ·           | | Hier wohnte Fritz Heymann Jg. 1922 Flucht 1939 England seit Juli 1940 in Internierungslagern England / Australien 1942 australische Armee                                | 8. März 2018  | |
| Otto Marx                      | Oststraße 28 ·           | | Hier wohnte Otto Marx Jg. 1892 Flucht 1939 England | 8. März 2018  | |
| Rudolf Marx                    | Oststraße 28 ·           | | Hier wohnte Rudolf Marx Jg. 1920 Flucht 1938 Palästina | 8. März 2018  | |
| Lieselotte Marx                | Oststraße 28 ·           | | Hier wohnte Lieselotte Marx Jg. 1921 Flucht 1939 England | 8. März 2018  | |
| Hans Marx                      | Oststraße 28 ·           | | Hier wohnte Hans Marx Jg. 1924 Flucht 1939 England | 8. März 2018  | |
| Gottlieb „Josef“ Rothschild    | Alte Gerberstraße 36 ·   | | Hier wohnte Gottlieb ´Josef´ Rothschild Jg. 1874 deportiert 1942 Theresienstadt ermordet in Treblinka                                                                    | 29. Mai 2019  | |
| Johanna Rothschild             | Alte Gerberstraße 36 ·   | | Hier wohnte Johanna Rothschild geb. Meyer Jg. 1869 gedemütigt / entrechtet tot 3.8.1935                                                                                  | 29. Mai 2019  | |
| Ernst Simon Rothschild         | Alte Gerberstraße 36 ·   | | Hier wohnte Ernst Simon Rothschild Jg. 1906 deportiert 1942 Minsk ermordet in Maly Trostinec                                                                             | 29. Mai 2019  | |
| Edith Rothschild               | Alte Gerberstraße 36 ·   | | Hier wohnte Edith Rothschild geb. Daniel Jg. 1920 deportiert 1942 Minsk ermordet in Maly Trostinec                                                                       | 29. Mai 2019  | |
| Bela Rothschild                | Alte Gerberstraße 36 ·   | | Hier wohnte Bela Rothschild Jg. 1938 deportiert 1942 Minsk ermordet in Maly Trostinec                                                                                    | 29. Mai 2019  | |
| Moses Schweizer                | Baumstraße 7 ·           | | Hier wohnte Moses Schweizer Jg. 1859 Flucht 1938 Belgien tot 2.6.1940 | 29. Mai 2019  | |
| Julia Schweizer                | Baumstraße 7 ·           | | Hier wohnte Julia Schweizer geb. Kaufmann Jg. 1869 gedemütigt / entrechtet tot 7.9.1933                                                                                  | 29. Mai 2019  | |
| Siegfried Schweizer            | Baumstraße 7 ·           | | Hier wohnte Siegfried Schweizer Jg. 1899 Flucht 1938 Belgien USA | 29. Mai 2019  | |
| Dr. Moritz Schweizer           | Baumstraße 7 ·           | | Hier wohnte Dr. Moritz Schweizer Jg. 1900 Flucht 1940 Holland interniert Westerbork deportiert 1944 Bergen-Belsen befreit                                                | 29. Mai 2019  | |
| Carolina Schweizer             | Baumstraße 7 ·           | | Hier wohnte Carolina Schweizer verh. Langer Jg. 1902 Flucht 1941 USA | 29. Mai 2019  | |
| Rosalie Schweizer              | Baumstraße 7 ·           | | Hier wohnte Rosalie Schweizer verh. Bamberger Jg. 1905 Flucht 1938 Holland USA                                                                                           | 29. Mai 2019  | |
| Jakob Orchan                   | Hochstraße 40 ·          | | Hier wohnte Jakob Orchan Jg. 1893 schikaniert / bedroht mit Waffengewalt eingewiesen 1933 Heilanstalt Bonn tot 19.5.1933                                                 | 29. Mai 2019  | |
| Lisa Orchan                    | Hochstraße 40 ·          | | Hier wohnte Lisa Orchan geb. Barlas Jg. 1901 ´Polenaktion´ 1938 Bentschen / Zbaszyn Schicksal unbekannt                                                                  | 29. Mai 2019  | |
| Felix Orchan                   | Hochstraße 40 ·          | | Hier wohnte Felix Orchan Jg. 1925 ´Polenaktion´ 1938 Bentschen / Zbaszyn Kindertransport 1939 England                                                                    | 29. Mai 2019  | |
| Hanna Orchan                   | Hochstraße 40 ·          | | Hier wohnte Hanna Orchan Jg. 1928 ´Polenaktion´ 1938 Bentschen / Zbaszyn Kindertransport 1939 England                                                                    | 29. Mai 2019  | |
| Leo Orchan                     | Hochstraße 40 ·          | | Hier wohnte Leo Orchan Jg. 1930 ´Polenaktion´ 1938 Bentschen / Zbaszyn Schicksal unbekannt                                                                               | 29. Mai 2019  | |
| Isidor Marx                    | Hochstraße 56 ·          | | Hier wohnte Isidor Marx Jg. 1883 ´Schutzhaft´ 1938 Dachau Flucht 1939 Trinidad interniert 1939 St. James Port of Spain entlassen 1943                                    | 29. Mai 2019  | Isidor Marx wurde am 12. Oktober 1883 in Schweinheim geboren. Er war von Beruf Kaufmann und mit Berta Marx, geborene Cahn, verheiratet. Zusammen hatte das Ehepaar den Sohn Erich Marx (* 1914). Isidor Marx war der Inhaber eines Fuhrunternehmens und ein Metzgereibelieferer. Zusammen mit seinem Sohn Erich wurde er 1938 im KZ Dachau inhaftiert. |
| Berta Marx                     | Hochstraße 56 ·          | | Hier wohnte Berta Marx geb. Cahn Jg. 1886 Flucht 1939 Trinidad interniert 1939 St. James Port of Spain entlassen 1943                                                    | 29. Mai 2019  | |
| Erich Marx                     | Hochstraße 56 ·          | | Hier wohnte Erich Marx Jg. 1914 ´Schutzhaft´ 1938 Dachau Flucht 1938 Trinidad interniert 1939 St. James Port of Spain entlassen 1943                                     | 29. Mai 2019  | |
| Babette Samuelsohn             | Mittelstraße 24 ·        | | Hier wohnte Babette Samuelsohn geb. Lachenbruch Jg. 1866 deportiert 1942 Theresienstadt ermordet 2.10.1942                                                               | 29. Mai 2019  | Barbette Samuelsohn, geborene Lachenbruch, wurde am 8. August 1866 in Wolfskehlen geboren. Die Witwe wurde am 15. Juni 1942 zunächst nach Deutz gebracht und von dort nach Theresienstadt deportiert, wo sie am 2. Oktober 1942 ermordet wurde. |
| Friedrich Wilhelm Samuelsohn   | Mittelstraße 24 ·        | | Hier wohnte Friedrich Wilhelm Samuelsohn Jg. 1906 deportiert 1942 Minsk ermordet 24.7.1942 Maly Trostinec                                                                | 29. Mai 2019  | Friedrich Wilhelm Samuelsohn wurde am 10. Dezember 1906 in Bonn geboren. Er war der Sohn von Babette Samuelsohn (* 1866) und von Beruf kaufmännischer Angestellter. Friedrich Wilhelm Samuelsohn wurde am 20. Juli 1942 von Köln nach Minsk deportiert und am 24. Juli 1942 im Vernichtungslager Maly Trostinec ermordet. |
| Isidor Mayer                   | Viktoriastraße 14 ·      | | Hier wohnte Isidor Mayer Jg. 1877 deportiert 1942 Theresienstadt ermordet 12.6.1943                                                                                      | 29. Mai 2019  | Isidor Mayer wurde am 06. März 1877 in Köln geboren. Er war von Beruf Kaufmann und mit Sofia Mayer, geborene Wolff, verheiratet. Zusammen hatte das Ehepaar die zwei Töchter Johanna (* 1906) und Martha (* 1905). Isidor Mayer wurde am 15. Juni 1942 von Köln nach Theresienstadt deportiert und dort am 12. Juni 1943 ermordet. |
| Sofie Mayer                    | Viktoriastraße 14 ·      | | Hier wohnte Sofie Mayer geb. Wolff Jg. 1875 deportiert 1942 Theresienstadt ermordet 28.5.1944                                                                            | 29. Mai 2019  | Sofie Mayer, geborene Wolff, wurde am 22. Oktober 1875 in Köln geboren. Sie war die Ehefrau des Kaufmanns Isidor Mayer. Zusammen hatte das Ehepaar die zwei Töchter Johanna (* 1906) und Martha (* 1905). Sofie Mayer wurde am 15. Juni 1942 von Köln nach Theresienstadt deportiert und dort am 28. Mai 1944 ermordet. |
| Johanna „Jenny“ Mayer          | Viktoriastraße 14 ·      | | Hier wohnte Johanna ´Jenny´ Mayer Jg. 1906 gedemütigt / entrechtet verhöhnt / bedroht tot 12.8.1933                                                                      | 29. Mai 2019  | Johanna Mayer genannt Jenny, geboren am 14. Oktober 1906 in Opladen, war die Tochter des Kaufmanns Isidor Mayer und dessen Ehefrau Sofie. Sie verstarb am 12. August 1933 in Euskirchen. |
| Martha Mayer                   | Viktoriastraße 14 ·      | | Hier wohnte Martha Mayer verh. Blum Jg. 1904 Flucht 1936 Frankreich versteckt überlebt                                                                                   | 29. Mai 2019  | Martha Mayer, geboren am 16. Oktober 1905 in Köln, war die Tochter des Kaufmanns Isidor Mayer und dessen Ehefrau Sofie. Anfang der 1920er lernte Martha den erblindeten Ernst Blum kennen, dem sie fortan bei seinem Studium unterstützte. Nach seinem Studium ging Martha mit Ernst Blum in das Saargebiet. Am 22. Dezember 1934 heiratete das Paar. Zusammen flüchteten beide am 12. Februar 1936 nach Frankreich. Im Oktober 1945 kehrte das Ehepaar Blum auf Bitten von Regierungspräsident Hans Neureuter nach Saarbrücken zurück. Martha arbeitete als Sekretärin und Büroleiterin ihres Mannes, der als Oberregierungsrat im Ministerium für Arbeit und Wohlfahrt arbeitete. Matha Blum war fast zwanzig Jahre Vorsitzende des Jüdischen Frauenbund Saar. Im Jahr 1981 wurde sie als erste Frau zur Vorstandsvorsitzende der Synagogengemeinde Saar gewählt. Martha Blum verstarb am 24. Februar 1990 in Saarbrücken. |
| Heinrich Spickermann           | Wilhelmstraße 37 ·       | | Hier wohnte Heinrich Spickermann Jg. 1877 verhaftet 1944 Arbeitslager Köln-Müngersdorf 1944 Gestapohaft Weimar überlebt                                                  | 29. Mai 2019  | Heinrich Spickermann wurde am 15. April 1877 in Baxberg geboren. Er war von Beruf Kaufmann und mit Rosa Spickermann, geborene Herz, verheiratet. Zusammen hatte das Ehepaar die Tochter Rosa Franziska (* 1914). Heinrich Spickermann war katholisch und wurde 1944 verhaftet. Über das Arbeitslager Köln-Müngersdorf gelangte er in Gestapohaft in Weimar. Heinrich Spickermann überlebte. |
| Rosa Spickermann               | Wilhelmstraße 37 ·       | | Hier wohnte Rosa Spickermann geb. Herz Jg. 1876 deportiert 1944 Theresienstadt ermordet Nov. 1944                                                                        | 29. Mai 2019  | Rosa Spickermann, geborene Herz, wurde am 24. Mai 1876 in Nümbrecht geboren. Sie war die Ehefrau des Kaufmanns Heinrich Spickermann. Zusammen hatte das Ehepaar die Tochter Rosa Franziska (* 1914). Rosa Spickermann wurde im Jahr 1944 nach Theresienstadt deportiert und dort im November desselben Jahres ermordet. |
| Rosa Franziska Spickermann     | Wilhelmstraße 37 ·       | | Hier wohnte Rosa Franziska Spickermann Jg. 1914 nach Verlobung Eheverbot Aug. 1937 gedemütigt / entrechtet tot 13.2.1945                                                 | 29. Mai 2019  | Rosa Franziska Spickermann, geboren am 26. Mai 1914 in Euskirchen, war die Tochter des Kaufmanns Heinrich Spickermann und dessen Ehefrau Rosa. Sie verstarb am 13. Februar 1945 in Kuchenheim. |
| Jeanette Heumann               | Kölner Straße 93         | Bild gesucht Der Benutzer GeorgDerReisende ( Diskussion ) wünscht sich an dieser Stelle ein Bild vom Ort mit diesen Koordinaten 50.66078 6.79824 . Motiv: Kölner Straße 93: die Stolpersteine für die Familie Heumann, die Lage und das Haus Falls du dabei helfen möchtest, erklärt die Anleitung , wie das geht. BW                        | Hier wohnte ... | 12. Dez. 2023 | |
| David Heumann                  | Kölner Straße 93         | Bild gesucht Die Wikipedia wünscht sich an dieser Stelle ein Bild vom hier behandelten Ort. Falls du dabei helfen möchtest, erklärt die Anleitung , wie das geht. BW | Hier wohnte ... | 12. Dez. 2023 | |
| Clara Heumann                  | Kölner Straße 93         | Bild gesucht Die Wikipedia wünscht sich an dieser Stelle ein Bild vom hier behandelten Ort. Falls du dabei helfen möchtest, erklärt die Anleitung , wie das geht. BW | Hier wohnte ... | 12. Dez. 2023 | |
| Siegfried Heumann              | Kölner Straße 93         | Bild gesucht Die Wikipedia wünscht sich an dieser Stelle ein Bild vom hier behandelten Ort. Falls du dabei helfen möchtest, erklärt die Anleitung , wie das geht. BW | Hier wohnte ... | 12. Dez. 2023 | |
| Henny Heumann                  | Kölner Straße 93         | Bild gesucht Die Wikipedia wünscht sich an dieser Stelle ein Bild vom hier behandelten Ort. Falls du dabei helfen möchtest, erklärt die Anleitung , wie das geht. BW | Hier wohnte ... | 12. Dez. 2023 | |
| Rolf Heumann                   | Kölner Straße 93         | Bild gesucht Die Wikipedia wünscht sich an dieser Stelle ein Bild vom hier behandelten Ort. Falls du dabei helfen möchtest, erklärt die Anleitung , wie das geht. BW | Hier wohnte ... | 12. Dez. 2023 | |
| Martha Müller                  | Kölner Straße 93         | Bild gesucht Die Wikipedia wünscht sich an dieser Stelle ein Bild vom hier behandelten Ort. Falls du dabei helfen möchtest, erklärt die Anleitung , wie das geht. BW | Hier wohnte ... | 12. Dez. 2023 | |
| Jakob Billig                   | Annaturmstraße 22        | Bild gesucht Der Benutzer GeorgDerReisende ( Diskussion ) wünscht sich an dieser Stelle ein Bild vom Ort mit diesen Koordinaten 50.66248 6.78577 . Motiv: Annaturmstraße 22: die Stolpersteine für die Familie Billig, die Lage und das Haus Falls du dabei helfen möchtest, erklärt die Anleitung , wie das geht. BW                        | Hier wohnte ... | 12. Dez. 2023 | |
| Rosa Billig                    | Annaturmstraße 22        | Bild gesucht Die Wikipedia wünscht sich an dieser Stelle ein Bild vom hier behandelten Ort. Falls du dabei helfen möchtest, erklärt die Anleitung , wie das geht. BW | Hier wohnte ... | 12. Dez. 2023 | |
| Edmund Billig                  | Annaturmstraße 22        | Bild gesucht Die Wikipedia wünscht sich an dieser Stelle ein Bild vom hier behandelten Ort. Falls du dabei helfen möchtest, erklärt die Anleitung , wie das geht. BW | Hier wohnte ... | 12. Dez. 2023 | |
| Martha Billig                  | Annaturmstraße 22        | Bild gesucht Die Wikipedia wünscht sich an dieser Stelle ein Bild vom hier behandelten Ort. Falls du dabei helfen möchtest, erklärt die Anleitung , wie das geht. BW | Hier wohnte ... | 12. Dez. 2023 | |
| Cilla Lesser                   | Annaturmstraße 29        | Bild gesucht Der Benutzer GeorgDerReisende ( Diskussion ) wünscht sich an dieser Stelle ein Bild vom Ort mit diesen Koordinaten 50.66261 6.78548 . Motiv: Annaturmstraße 29: die Stolpersteine für die Familie Billig, die Lage und das Haus Falls du dabei helfen möchtest, erklärt die Anleitung , wie das geht. BW                        | Hier wohnte ... | 12. Dez. 2023 | |
| Gertrud Lesser                 | Annaturmstraße 29        | Bild gesucht Die Wikipedia wünscht sich an dieser Stelle ein Bild vom hier behandelten Ort. Falls du dabei helfen möchtest, erklärt die Anleitung , wie das geht. BW | Hier wohnte ... | 12. Dez. 2023 | |
| Jacob von der Walde            | Karlstraße 14            | Bild gesucht Der Benutzer GeorgDerReisende ( Diskussion ) wünscht sich an dieser Stelle ein Bild vom Ort mit diesen Koordinaten 50.66357 6.78359 . Motiv: Karlstraße 14: die Stolpersteine für die Familie von der Walde, die Lage und das Haus Falls du dabei helfen möchtest, erklärt die Anleitung , wie das geht. BW                     | Hier wohnte ... | 12. Dez. 2023 | |
| Amalie von der Walde           | Karlstraße 14            | Bild gesucht Die Wikipedia wünscht sich an dieser Stelle ein Bild vom hier behandelten Ort. Falls du dabei helfen möchtest, erklärt die Anleitung , wie das geht. BW | Hier wohnte ... | 12. Dez. 2023 | |
| Rosel von der Walde            | Karlstraße 14            | Bild gesucht Die Wikipedia wünscht sich an dieser Stelle ein Bild vom hier behandelten Ort. Falls du dabei helfen möchtest, erklärt die Anleitung , wie das geht. BW | Hier wohnte ... | 12. Dez. 2023 | |
| Ludwig Kahn                    | Wilhelmstraße 5          | Bild gesucht Der Benutzer GeorgDerReisende ( Diskussion ) wünscht sich an dieser Stelle ein Bild vom Ort mit diesen Koordinaten 50.65995 6.79099 . Motiv: Wilhelmstraße 5: die Stolpersteine für die Familie Kahn, die Lage und das Haus Falls du dabei helfen möchtest, erklärt die Anleitung , wie das geht. BW                            | Hier wohnte ... | 12. Dez. 2023 | |
| Helena Kahn                    | Wilhelmstraße 5          | Bild gesucht Die Wikipedia wünscht sich an dieser Stelle ein Bild vom hier behandelten Ort. Falls du dabei helfen möchtest, erklärt die Anleitung , wie das geht. BW | Hier wohnte ... | 12. Dez. 2023 | |
| Hannelore Kahn                 | Wilhelmstraße 5          | Bild gesucht Die Wikipedia wünscht sich an dieser Stelle ein Bild vom hier behandelten Ort. Falls du dabei helfen möchtest, erklärt die Anleitung , wie das geht. BW | Hier wohnte ... | 12. Dez. 2023 | |
| Rudolf Kahn                    | Wilhelmstraße 5          | Bild gesucht Die Wikipedia wünscht sich an dieser Stelle ein Bild vom hier behandelten Ort. Falls du dabei helfen möchtest, erklärt die Anleitung , wie das geht. BW | Hier wohnte ... | 12. Dez. 2023 | |
| Max Brzezinski                 | Wilhelmstraße 33         | Bild gesucht Der Benutzer GeorgDerReisende ( Diskussion ) wünscht sich an dieser Stelle ein Bild vom Ort mit diesen Koordinaten 50.65899 6.78948 . Motiv: Wilhelmstraße 33: die Stolpersteine für die Familie Brzezinski, die Lage und das Haus Falls du dabei helfen möchtest, erklärt die Anleitung , wie das geht. BW                     | Hier wohnte Max Brzezinski Jg. 1901 Flucht 1938 Palästina | 12. Dez. 2023 | |
| Maria Brzezinski               | Wilhelmstraße 33         | Bild gesucht Die Wikipedia wünscht sich an dieser Stelle ein Bild vom hier behandelten Ort. Falls du dabei helfen möchtest, erklärt die Anleitung , wie das geht. BW | Hier wohnte Maria Brzezinski geb. Besser Jg. 1904 Flucht 1938 Palästina                                                                                                  | 12. Dez. 2023 | |
| Ruth Brzezinski                | Wilhelmstraße 33         | Bild gesucht Die Wikipedia wünscht sich an dieser Stelle ein Bild vom hier behandelten Ort. Falls du dabei helfen möchtest, erklärt die Anleitung , wie das geht. BW | Hier wohnte Ruth Brzezinski Jg. 1933 Flucht 1938 Palästina | 12. Dez. 2023 | |
| Isel Brzezinski                | Wilhelmstraße 33         | Bild gesucht Die Wikipedia wünscht sich an dieser Stelle ein Bild vom hier behandelten Ort. Falls du dabei helfen möchtest, erklärt die Anleitung , wie das geht. BW | Hier wohnte Isel Brzezinski Jg. 1935 Flucht 1938 Palästina | 12. Dez. 2023 | |
| Siegmund Schweizer             | Wilhelmstraße 51         | Bild gesucht Der Benutzer GeorgDerReisende ( Diskussion ) wünscht sich an dieser Stelle ein Bild vom Ort mit diesen Koordinaten 50.65858 6.78887 . Motiv: Wilhelmstraße 51: die Stolpersteine für die Familien Schweizer, Bukofzer und Oster, die Lage und das Haus Falls du dabei helfen möchtest, erklärt die Anleitung , wie das geht. BW | Hier wohnte ... | 12. Dez. 2023 | |
| Klara Schweizer                | Wilhelmstraße 51         | Bild gesucht Die Wikipedia wünscht sich an dieser Stelle ein Bild vom hier behandelten Ort. Falls du dabei helfen möchtest, erklärt die Anleitung , wie das geht. BW | Hier wohnte ... | 12. Dez. 2023 | |
| Ernst Schweizer                | Wilhelmstraße 51         | Bild gesucht Die Wikipedia wünscht sich an dieser Stelle ein Bild vom hier behandelten Ort. Falls du dabei helfen möchtest, erklärt die Anleitung , wie das geht. BW | Hier wohnte ... | 12. Dez. 2023 | |
| Karl Schweizer                 | Wilhelmstraße 51         | Bild gesucht Die Wikipedia wünscht sich an dieser Stelle ein Bild vom hier behandelten Ort. Falls du dabei helfen möchtest, erklärt die Anleitung , wie das geht. BW | Hier wohnte ... | 12. Dez. 2023 | |
| Kathi Schweizer                | Wilhelmstraße 51         | Bild gesucht Die Wikipedia wünscht sich an dieser Stelle ein Bild vom hier behandelten Ort. Falls du dabei helfen möchtest, erklärt die Anleitung , wie das geht. BW | Hier wohnte ... | 12. Dez. 2023 | |
| Susanne Schweizer              | Wilhelmstraße 51         | Bild gesucht Die Wikipedia wünscht sich an dieser Stelle ein Bild vom hier behandelten Ort. Falls du dabei helfen möchtest, erklärt die Anleitung , wie das geht. BW | Hier wohnte ... | 12. Dez. 2023 | |
| Adolf Bukofzer                 | Wilhelmstraße 51         | Bild gesucht Die Wikipedia wünscht sich an dieser Stelle ein Bild vom hier behandelten Ort. Falls du dabei helfen möchtest, erklärt die Anleitung , wie das geht. BW | Hier wohnte ... | 12. Dez. 2023 | |
| Selma Bukofzer                 | Wilhelmstraße 51         | Bild gesucht Die Wikipedia wünscht sich an dieser Stelle ein Bild vom hier behandelten Ort. Falls du dabei helfen möchtest, erklärt die Anleitung , wie das geht. BW | Hier wohnte ... | 12. Dez. 2023 | |
| Lotte Bukofzer                 | Wilhelmstraße 51         | Bild gesucht Die Wikipedia wünscht sich an dieser Stelle ein Bild vom hier behandelten Ort. Falls du dabei helfen möchtest, erklärt die Anleitung , wie das geht. BW | Hier wohnte ... | 12. Dez. 2023 | |
| Alfred Oster                   | Wilhelmstraße 51         | Bild gesucht Die Wikipedia wünscht sich an dieser Stelle ein Bild vom hier behandelten Ort. Falls du dabei helfen möchtest, erklärt die Anleitung , wie das geht. BW | Hier wohnte ... | 12. Dez. 2023 | |
| Margaretha Oster               | Wilhelmstraße 51         | Bild gesucht Die Wikipedia wünscht sich an dieser Stelle ein Bild vom hier behandelten Ort. Falls du dabei helfen möchtest, erklärt die Anleitung , wie das geht. BW | Hier wohnte ... | 12. Dez. 2023 | |
| Eva Hanna Oster                | Wilhelmstraße 51         | Bild gesucht Die Wikipedia wünscht sich an dieser Stelle ein Bild vom hier behandelten Ort. Falls du dabei helfen möchtest, erklärt die Anleitung , wie das geht. BW | Hier wohnte ... | 12. Dez. 2023 | |
| Gerda Oster                    | Wilhelmstraße 51         | Bild gesucht Die Wikipedia wünscht sich an dieser Stelle ein Bild vom hier behandelten Ort. Falls du dabei helfen möchtest, erklärt die Anleitung , wie das geht. BW | Hier wohnte ... | 12. Dez. 2023 | |

## Flamersheim
In Flamersheim gab es zwei Verlegungen, am 12. Juni 2002 und am 04. Februar 2009. Dabei wurden an fünf verschiedenen Orten 16 Stolpersteine verlegt.
| Name                | Adresse               | Bild | Inschrift                                                                                       | Verlegedatum  | Biografie und Anmerkungen |
| ------------------- | --------------------- | ---- | ----------------------------------------------------------------------------------------------- | ------------- | --- |
| Isidor Oster        | Mönchstraße 41 ·      |      | Hier wohnte Isidor Oster Jg. 1868 deportiert Minsk verschollen                                  | 12. Juni 2002 | Isidor Oster wurde am 31. Oktober 1868 in Schweinheim geboren. Er war von Beruf Viehhändler und mit Sophie Oster geborene Abraham verheiratet. Deportiert 1 am 15. Juni 1942 von Köln nach Theresienstadt und am 19. September 1942 weiter in das Vernichtungslager Treblinka. |
| Sophie Oster        | Mönchstraße 41 ·      |      | Hier wohnte Sophie Oster geb. Abraham Jg. 1873 deportiert Minsk verschollen                     | 12. Juni 2002 | Sophie Oster, geborene Abraham, wurde am 16. Oktober 1873 in Bruttig geboren. Sie war mit dem Viehhändler Isidor Oster verheiratet. Deportiert 1 am 15. Juni 1942 von Köln nach Theresienstadt und am 19. September 1942 weiter in das Vernichtungslager Treblinka. |
| Leopold Herz        | Große Höhle 17 ·      |      | Hier wohnte Leopold Herz Jg. 1847 tot 1941                                                      | 4. Feb. 2009  | Leopold Herz wurde am 19. September 1847 in Schweinheim geboren. Er war von Beruf Handelsmann und der Vater vom Tierarzt Moritz Herz (* 1882). Leopold Herz verstarb 1941 in Köln-Ehrenfeld. |
| Dr. Moritz Herz     | Große Höhle 17 ·      |      | Hier wohnte Dr. Moritz Herz Jg. 1882 deportiert 1942 Minsk ermordet                             | 4. Feb. 2009  | Moritz Herz wurde am 31. Januar 1882 in Flamersheim geboren. Er war von Beruf Tierarzt und mit Irma Herz, geborene Mannheimer, verheiratet. Zusammen hatte das Ehepaar die beiden Töchter Ruth (* 1920) und Gerda (* 1928). Das Ehepaar Herz musste am 6. Juni 1941 in ein Judenhaus nach Zülpich umziehen und wurde am 20. Juli 1942 von Köln nach Minsk deportiert. Moritz Herz wurde in Minsk ermordet. |
| Irma Herz           | Große Höhle 17 ·      |      | Hier wohnte Irma Herz geb. Mannheimer Jg. 1891 deportiert 1942 Minsk ermordet                   | 4. Feb. 2009  | Irma Herz, geborene Mannheimer, wurde am 8. Mai 1891 in Aub geboren. Sie war die Ehefrau des Tierarzt Moritz Herz. Zusammen hatte das Ehepaar die beiden Töchter Ruth (* 1920) und Gerda (* 1928). Das Ehepaar Herz musste am 6. Juni 1941 in ein Judenhaus nach Zülpich umziehen und wurde am 20. Juli 1942 von Köln nach Minsk deportiert. Irma Herz wurde in Minsk ermordet. |
| Gerta Herz          | Große Höhle 17 ·      |      | Hier wohnte Gerta Herz Jahrgang 1918 ???                                                        | 4. Feb. 2009  | Gerda Herz wurde am 3. April 1928 2 in Flamersheim geboren. Sie war die Tochter des Tierarzt Moritz Herz und dessen Frau Irma. Gerda Herz wurde 1942 mit einem Osttransport deportiert. Sie wurde für tot erklärt. |
| Ruth Herz           | Große Höhle 17 ·      |      | Hier wohnte Ruth Herz Jg. 1920 ???                                                              | 4. Feb. 2009  | Ruth Herz wurde am 15. Juli 1920 in Flamersheim geboren. Sie war die Tochter des Tierarzt Moritz Herz und dessen Frau Irma. Ruth Herz wurde 1942 an einen unbekannten Ort deportiert. Sie wurde für tot erklärt. |
| Henriette Arensberg | In der Comme 13 ·     |      | Hier wohnte Henriette Arensberg geb. Daniel Jg. 1859 tot 8.4.1941                               | 4. Feb. 2009  | Henriette Arensberg, geborene Daniel, wurde am 3. Juli 1859 in Flamersheim geboren. Sie hat den Handelsmann Daniel Arensberg am 19. Oktober 1892 in Kuchenheim geheiratet. Das Ehepaar hatte zusammen die zwei Söhne Leo (* 6. Januar 1898) und Max (* 8. August 1905). Henriette starb am 8. April 1941 in Flamersheim. |
| Max Arensberg       | In der Comme 13 ·     |      | Hier wohnte Max Arensberg Jg. 1905 deportiert ermordet                                          | 4. Feb. 2009  | Max Arensberg wurde am 8. September 1905 in Flamersheim geboren. Er war der Sohn des Handelsmann Daniel Arensberg und dessen Frau Henriette. Max Arensberg heiratete am 17. Februar 1939 in Kuchenheim. Er wurde deportiert und ermordet. |
| Leo Arensberg       | In der Comme 13 ·     |      | Hier wohnte Leo Arensberg Jg. 1898 deportiert 1942 Minsk ermordet                               | 4. Feb. 2009  | Leo Arensberg wurde am 6. Januar 1898 in Flamersheim geboren. Er war der Sohn des Handelsmann Daniel Arensberg und dessen Frau Henriette. Leo Arensberg war von Beruf Viehhändler und mit Sybilla Arensberg, geborene Levy, verheiratet. Das Ehepaar hatte zusammen die Tochter Ilse Arensberg (* 1933). Im Mai 1941 musste Leo Arensberg vermutlich zusammen mit seiner ganzen Familie in ein Judenhaus nach Zülpich umziehen. Er wurde zusammen mit seiner Familie am 20. Juli 1942 von Köln nach Minsk deportiert. Leo Arensberg wurde in Minsk ermordet. |
| Sibilla Arensberg   | In der Comme 13 ·     |      | Hier wohnte Sibilla Arensberg geb. Levy Jg. 1899 deportiert 1942 Minsk ermordet                 | 4. Feb. 2009  | Sybilla Arensberg, geborene Levy, wurde am 5. August 1899 in Roggendorf geboren. Sie war mit dem Viehhändler Leo Arensberg verheiratet. Das Ehepaar hatte zusammen die Tochter Ilse Arensberg (* 1933). Im Mai 1941 musste Sibilla Arensberg vermutlich zusammen mit ihrer ganzen Familie in ein Judenhaus nach Zülpich umziehen. Sie wurde zusammen mit ihrer Familie am 20. Juli 1942 von Köln nach Minsk deportiert. Sibilla Arensberg wurde in Minsk ermordet.                                                                                           |
| Ilse Arensberg      | In der Comme 13 ·     |      | Hier wohnte Ilse Arensberg Jg. 1933 deportiert 1942 Minsk ermordet                              | 4. Feb. 2009  | Ilse Arensberg wurde am 20. Juni 1933 in Gymnich geboren. Sie war die Tochter des Viehhändlers Leo Arensberg und dessen Frau Sybilla. Im Mai 1941 musste Ilse Arensberg vermutlich zusammen mit ihren Eltern in ein Judenhaus nach Zülpich umziehen. Sie wurde zusammen mit ihrer Familie am 20. Juli 1942 von Köln nach Minsk deportiert. Ilse Arensberg wurde in Minsk ermordet. |
| Michael „Emil“ Herz | Markt Flamersheim 3 · |      | Hier wohnte Emil Herz Jg. 1883 deportiert 1942 Minsk ermordet                                   | 4. Feb. 2009  | Michael Herz genannt Emil wurde am 14. April 1883 in Flamersheim geboren. Er war von Beruf Kaufmann und mit Emma Herz geborene Salomon verheiratet. Michael Herz wurde am 20. Juli 1942 von Köln nach Minsk deportiert und ermordet. |
| Emma Herz           | Markt Flamersheim 3 · |      | Hier wohnte Emma Herz geb. Salomon Jg. 1888 deportiert 1942 Minsk ermordet                      | 4. Feb. 2009  | Emma Herz, geborene Salomon, wurde am 28. April 1888 in Opladen geboren. Sie war die Ehefrau des Kaufmanns Michael Herz. |
| Wolfgang Weiss      | Mönchstraße 21 ·      |      | Hier wohnte Wolfgang Weiss Jg. 1864 deportiert 1942 Theresienstadt ermordet April 1942          | 4. Feb. 2009  | Wolfgang Weiss wurde am 8. Dezember 1864 in Kirchheim geboren. Er war von Beruf Kaufmann und mit Dinah Weiss geborene Aron verheiratet. Das Ehepaar musste zunächst in ein Judenhaus nach Zülpich umziehen. Am 15. Juni 1942 wurde Wolfgang Weiss nach Theresienstadt deportiert und dort am 19. April 1943 ermordet. |
| Dinah Weiss         | Mönchstraße 21 ·      |      | Hier wohnte Dinah Weiss geb. Aron Jg. 1872 deportiert 1942 Theresienstadt ermordet in Auschwitz | 4. Feb. 2009  | Dinah Weiss, geborene Aron, wurde am 31. Dezember 1872 in Puderbach geboren. Sie war die Ehefrau des Kaufmanns Wolfgang Weiss. Dinah Weiss musste zunächst in ein Judenhaus nach Zülpich umziehen. Am 16. Juni 1942 wurde sie nach Theresienstadt deportiert und am 15. Mai 1944 weiter nach Auschwitz. Sie wurde ermordet. |

## Großbüllesheim
In Großbüllesheim wurden am 20. Dezember 2016 vor sieben Wohnhäusern 21 Stolpersteine verlegt.
| Name            | Adresse                      | Bild | Inschrift | Verlegedatum  | Biografie und Anmerkungen |
| --------------- | ---------------------------- | ---- | --- | ------------- | --- |
| Moritz Meyer    | Feldgartenstraße 5 ·         |      | Hier wohnte Moritz Meyer Jg. 1887 deportiert 1941 Schicksal unbekannt                                                                                 | 20. Dez. 2016 | Moritz Meyer wurde am 8. Juni 1887 in Großbüllesheim geboren. Er war von Beruf Viehhändler und mit Julie Leiser verheiratet. Zusammen hatte das Ehepaar die zwei Töchter Hildegard (* 24 August 1922) und Margarete (* 11. Juli 1924). Moritz Meyer wurde 1941 mit seiner Familie an einen unbekannten Ort deportiert. Über sein weiteres Schicksal ist nichts bekannt, er wurde nach dem Zweiten Weltkrieg für tot erklärt. |
| Julie Meyer     | Feldgartenstraße 5 ·         |      | Hier wohnte Julie Meyer geb. Leiser Jg. 1894 deportiert 1941 Schicksal unbekannt                                                                      | 20. Dez. 2016 | Julie Meyer, geborene Leiser, wurde am 22. Juli 1894 in Kerpen geboren. Sie war die Ehefrau des Großbüllesheimer Viehhändlers Moritz Meyer. Zusammen hatte das Ehepaar die zwei Töchter Hildegard (* 24 August 1922) und Margarete (* 11. Juli 1924). Die Familie wurde 1941 an einen unbekannten Ort deportiert. Über Julie Meyers weiteres Schicksal ist nichts bekannt, sie wurde nach dem Zweiten Weltkrieg für tot erklärt. |
| Hildegard Meyer | Feldgartenstraße 5 ·         |      | Hier wohnte Hildegard Meyer Jg. 1922 deportiert 1941 Schicksal unbekannt                                                                              | 20. Dez. 2016 | Hildegard Meyer, geboren am 24 August 1922 in Kerpen, war eine Tochter des Viehhändlers Moritz Meyer und dessen Frau Julie. Sie wurde 1941 mit ihrer Familie an einen unbekannten Ort deportiert. Über ihr weiteres Schicksal ist nichts bekannt, sie wurde nach dem Zweiten Weltkrieg für tot erklärt. |
| Margareta Meyer | Feldgartenstraße 5 ·         |      | Hier wohnte Margareta Meyer Jg. 1924 deportiert 1941 Schicksal unbekannt                                                                              | 20. Dez. 2016 | Margareta Meyer, geboren am 11. Juli 1924 in Euskirchen, war eine Tochter des Viehhändlers Moritz Meyer und dessen Frau Julie. Sie wurde 1941 mit ihrer Familie an einen unbekannten Ort deportiert, über ihr weiteres Schicksal ist nichts bekannt. Margareta Meyer wurde nach dem Zweiten Weltkrieg für tot erklärt. |
| Jeanetta Appel  | Großbüllesheimer Straße 12 · |      | Hier wohnte Jeanetta Appel Jg. 1874 Zwangsumzug Judenhaus 1942 Bonn deportiert 1942 Schicksal unbekannt                                               | 20. Dez. 2016 | Jeanette Appel wurde am 22. Juni 1874 in Großbüllesheim geboren. Im Jahr 1942 wurde sie gezwungen in ein Judenhaus nach Bonn umzuziehen. Die weitere Deportation folgte im selben Jahr. Ihr Schicksal ist unbekannt. |
| Henrietta Appel | Großbüllesheimer Straße 12 · |      | Hier wohnte Henrietta Appel Jg. 1893 Zwangsumzug Judenhaus 1942 Bonn deportiert Ghetto Bialystok ermordet                                             | 20. Dez. 2016 | Henriette Appel geboren am 6. August 1893 in Großbüllesheim war Prokuristin bei den Wasserwerken in Köln. Im Jahr 1942 wurde sie gezwungen in ein Judenhaus nach Bonn umzuziehen. Henriette Appel wurde später in das Ghetto Bialystok deportiert und ermordet. |
| Sibilla Schmitz | Großbüllesheimer Straße 12 · |      | Hier wohnte Sibilla Schmitz Jg. 1885 Zwangsumzug Judenhaus 1942 Bonn deportiert 1942 Schicksal unbekannt                                              | 20. Dez. 2016 | Sybilla Schmitz wurde am 23. April 1885 in Großbüllesheim geboren. Sie war die Tochter von Hermann Schmitz (* 27. April 1842) und Rosa Schmitz (* 6. Mai 1862) geborene Appel. Sybilla Schmitz war von Beruf Detektivin bei Tietz. Im Jahr 1942 wurde sie gezwungen in ein Judenhaus nach Bonn umzuziehen. Die weitere Deportation folgte im selben Jahr. Ihr Schicksal ist unbekannt. |
| Jakob Joseph    | Großbüllesheimer Straße 20 · |      | Hier wohnte Jakob Joseph Jg. 1876 Zwangsumzug Judenhaus 1941 Köln deportiert 1941 Łodz / Litzmannstadt ermordet Mai 1942 Chelmno / Kulmhof            | 20. Dez. 2016 | Jakob Joseph geboren am 26. März 1876 in Welschbillig/Trier war von Beruf Viehhändler. Er heiratete am 3. November 1932 die Metzgereiinhaberin Rosa Franken in Kuchenheim. Das Ehepaar wurde 1941 gezwungen von Großbüllesheim in ein Judenhaus nach Köln umzuziehen. Deportation am 22. Oktober 1941 von Köln nach Łodz. Ermordet im Mai 1942 in Kulmhof. |
| Rosa Joseph     | Großbüllesheimer Straße 20 · |      | Hier wohnte Rosa Joseph geb. Franken Jg.1882 Zwangsumzug Judenhaus 1941 Köln deportiert 1941 Łodz / Litzmannstadt ermordet Mai 1942 Chelmno / Kulmhof | 20. Dez. 2016 | Rosa Joseph, geborene Franken, wurde am 20. Februar 1882 in Großbüllesheim geboren. Sie heiratete am 3. November 1932 den Viehhändlers Jakob Joseph in Kuchenheim. Rosa Joseph war die Inhaberin einer Metzgerei. Das Ehepaar wurde 1941 gezwungen von Großbüllesheim in ein Judenhaus nach Köln umzuziehen. Deportation am 22. Oktober 1941 von Köln nach Łodz. Ermordet im Mai 1942 in Kulmhof. |
| Gustav Karl     | Großbüllesheimer Straße 53 · |      | Hier wohnte Gustav Karl Jg. 1895 ´Schutzhaft´ 1938 Dachau deportiert 1941 Riga ermordet                                                               | 20. Dez. 2016 | Gustav Carl, geboren am 5. Juli 1895 in Weilerswist, war von Beruf Kaufmann und Buchhalter. Am 18. Dezember 1918 heiratete er seine Frau Henriette, geborene Meyer, in Kuchenheim. Das Ehepaar zog 1937 mit der 1924 geborenen Tochter Elsa nach Opladen. Gustav Carl war ab dem 17. November 1938 für mehrere Wochen im KZ Dachau inhaftiert. Am 10. Dezember 1941 wurde die Familie von Düsseldorf in das Ghetto Riga deportiert. Für Gustav Carl liegen keine weiteren Nachrichten vor, er wurde nach dem Krieg für tot erklärt.            |
| Henriette Karl  | Großbüllesheimer Straße 53 · |      | Hier wohnte Henriette Karl geb. Meyer Jg. 1893 deportiert 1941 Riga 1944 Stutthof ermordet                                                            | 20. Dez. 2016 | Henriette Carl, geborene Meyer, wurde am 19. Dezember 1893 in Großbüllesheim geboren. Sie heiratete am 8. Dezember 1918 den Kaufmann und Buchhalters Gustav Carl in Kuchenheim. Das Ehepaar zog 1937 mit der gemeinsamen Tochter Elsa nach Opladen und wurde am 11. Dezember 1941 von Düsseldorf in das Ghetto Riga deportiert. Am 1. Oktober 1944 wurden Henriette und Elsa in das KZ Stutthof verbracht. Über das weitere Schicksal aller drei Familienmitglieder ist nichts bekannt, sie wurden nach dem Zweiten Weltkrieg für tot erklärt. |
| Else Karl       | Großbüllesheimer Straße 53 · |      | Hier wohnte Else Karl Jg. 1924 deportiert 1941 Riga 1944 Stutthof ermordet                                                                            | 20. Dez. 2016 | Elsa Carl, geboren am 10. Juni 1924 in Großbüllesheim, war die Tochter des Kaufmanns und Buchhalters Gustav Carl und seiner Ehefrau Henriette. Die Familie zog 1937 nach Opladen und wurde am 11. Dezember 1941 von Düsseldorf in das Ghetto Riga deportiert. Am 1. Oktober 1944 wurden Elsa und ihre Mutter in das KZ Stutthof verbracht. Über ihr weiteres Schicksal ist nichts bekannt, sie wurden nach dem Zweiten Weltkrieg für tot erklärt.                                                                                              |
| Bernhard Meyer  | Großbüllesheimer Straße 88 · |      | Hier wohnte Bernhard Meyer Jg. 1893 Flucht 1938 USA                                                                                                   | 20. Dez. 2016 | Bernhard Meyer, geboren am 22. Oktober 1893 in Großbüllesheim, war Inhaber einer Metzgerei und musste sein Geschäft bereits 1936 schließen. 1938 wanderte er mit seiner Ehefrau Selma und dem damals fünfjährigen Sohn Helmut nach Pittsburgh in die USA aus. Gemeinsam überlebten sie so die Schoa. |
| Selma Meyer     | Großbüllesheimer Straße 88 · |      | Hier wohnte Selma Meyer geb. Salomon Jg. 1907 Flucht 1938 USA                                                                                         | 20. Dez. 2016 | Selma Meyer, geborene Salomon, wurde am 21. September 1907 in Kettwig geboren. Sie war die Ehefrau des Großbüllesheimer Metzgers Bernhard Meyer. Zusammen mit ihrem Ehemann und dem gemeinsamen Sohn Helmut wanderte sie 1938 nach Pittsburgh in die USA aus. Die Familie überlebte so die Schoa gemeinsam. |
| Helmut Meyer    | Großbüllesheimer Straße 88 · |      | Hier wohnte Helmut Meyer Jg. 1933 Flucht 1938 USA | 20. Dez. 2016 | Helmut Meyer, geboren 1933 in Großbüllesheim, war der Sohn des Großbüllesheimer Metzgers Bernhard Meyer und dessen Frau Selma. Zusammen wanderte die Familie 1938 nach Pittsburgh in die USA aus. Die Familie überlebte so die Schoa gemeinsam. |
| Rosina Meyer    | Kompstraße 3 ·               |      | Hier wohnte Rosina Meyer Jg. 1853 gedemütigt / entrechtet tot 27.3.1940                                                                               | 20. Dez. 2016 | Rosina Meyer, geboren am 12. Dezember 1853 in Großbüllesheim, starb am 27. März 1940 in ebenda. |
| Helena Meyer    | Kompstraße 3 ·               |      | Hier wohnte Helena Meyer Jg. 1868 Zwangsumzug Judenhaus 1941 Köln deportiert 1942 Theresienstadt ermordet 20.11.1942                                  | 20. Dez. 2016 | Helena Meyer, geboren am 3. Juni 1868 in Großbüllesheim, wurde am 27. Juli 1942 von Trier über Köln nach Theresienstadt deportiert. Sie wurde dort am 20. November 1942 ermordet. |
| Josef Meyer     | Talstraße 16 ·               |      | Hier wohnte Josef Meyer Jg. 1884 gedemütigt / entrechtet Flucht in den Tod 23.6.1939                                                                  | 20. Dez. 2016 | Josef Meyer, geboren am 16. Juni 1884 in Großbüllesheim, war von Beruf Viehhändler. Verheiratet war er mit Henriette, geborene Mayer. Zusammen hatten sie die fünf Kinder Johanna (* 1885), Rosalia (* 1887), Moritz (* 1914), Alfred (* 1916) und Bertha (* 1919). Josef Meyer begann am 23. Juni 1939 Selbstmord. |
| Henriette Meyer | Talstraße 16 ·               |      | Hier wohnte Henriette Meyer geb. Meyer Jg. 1886 Schicksal unbekannt                                                                                   | 20. Dez. 2016 | Henriette Meyer, geborene Mayer, wurde am 25. Juni 1886 in Pfungstadt geboren und war mit dem Viehhändler Josef Meyer verheiratet. Sie brachte die fünf Kinder Johanna (* 1885), Rosalia (* 1887), Moritz (* 1914), Alfred (* 1916) und Bertha (* 1919) zur Welt. Ihr Schicksal ist unbekannt. |
| Alfred Meyer    | Talstraße 16 ·               |      | Hier wohnte Alfred Meyer Jg. 1916 deportiert 1942 Auschwitz ermordet 25.7.1942                                                                        | 20. Dez. 2016 | Alfred Meyer, geboren am 19. November 1916 in Großbüllesheim, war der Sohn des Viehhändlers Josef Meyer und seiner Ehefrau Henriette. Von Beruf war er Metzger. Alfred Meyer wurde 1942 nach Auschwitz deportiert und dort am 25. Juli 1942 ermordet. |
| Bertha Meyer    | Talstraße 16 ·               |      | Hier wohnte Bertha Meyer verh. Marx Jg. 1919 deportiert 1941 Łodz / Litzmannstadt ermordet                                                            | 20. Dez. 2016 | Bertha Meyer, geboren am 04. August 1919 in Großbüllesheim, war die Tochter des Viehhändlers Josef Meyer und seiner Ehefrau Henriette. Von Beruf war sie Hausgehilfin. Umzug am 12. Dezember 1938 nach Euskirchen in die Wilhelmstr. 49. Rückkehr nach Großbüllesheim am 28. März 1939. Am 04. April 1941 Heirat mit Werner Marx (* 11. September 1909) in Köln. Deportation am 30. Oktober 1941 vom letzten Wohnort Köln nach Łodz. Ermordet Mai 1942 im Vernichtungslager Chelmno / Kulmhof.                                                 |

## Kirchheim
In Kirchheim wurden im März 2016 auf den Fußwegen vor zwei Brachgrundstücken fünf Stolpersteine verlegt. Die frühere Bebauung existiert nicht mehr.
| Name             | Adresse                | Bild                                                     | Inschrift | Verlegedatum  | Biografie und Anmerkungen |
| ---------------- | ---------------------- | -------------------------------------------------------- | --- | ------------- | --- |
| Henriette Daniel | Kirchheimer Straße 2 · | Stolperstein für Henriette Daniel (Kirchheimer Straße 2) | Hier wohnte Henriette Daniel Jg. 1890 Zwangsumzug Judenhaus 1941 Bonn-Endenich deportiert 1942 Minsk ermordet in Maly Trostinec | 11. März 2016 | Henriette Daniel, geboren am 12. August 1890 in Kirchheim, zog am 6. Juni 1941 mit ihrer Tochter Charlotte nach Bonn in die Hauptstraße 216. Am 4. Februar 1942 wurde sie in das Kloster „Zur ewigen Anbetung“ im Bonner Stadtteil Endenich gebracht, das von den Nationalsozialisten als Zwischenlager eingerichtet worden war. Am 21. Juli 1942 wurde sie zusammen mit ihrer Tochter mit einem Transport von Köln nach Minsk deportiert. Über ihr weiteres Schicksal liegen keine Informationen vor, sie wurde nach dem Zweiten Weltkrieg für tot erklärt. |
| Charlotte Daniel | Kirchheimer Straße 2 · | Stolperstein für Charlotte Daniel (Kirchheimer Straße 2) | Hier wohnte Charlotte Daniel Jg. 1930 Zwangsumzug Judenhaus 1941 Bonn-Endenich deportiert 1942 Minsk ermordet in Maly Trostinec | 11. März 2016 | Charlotte Daniel, geboren am 3. Juli 1930, zog am 6. Juni 1941 mit ihrer Mutter Henriette nach Bonn in die Hauptstraße 216. Noch 1941 wurde sie in das Kloster „Zur ewigen Anbetung“ im Bonner Stadtteil Endenich gebracht, das von den Nationalsozialisten als Zwischenlager eingerichtet worden war. Am 21. Juli 1942 wurde sie gemeinsam mit ihrer Mutter mit einem Transport von Köln nach Minsk deportiert. Über ihr weiteres Schicksal liegen keine Informationen vor, sie wurde nach dem Zweiten Weltkrieg für tot erklärt. |
| Carolina Ulmer   | Arloffer Straße 32 ·   | Stolperstein für Carolina Ulmer (Arloffer Straße 32)     | Hier wohnte Carolina Ulmer geb. Rolef Jg. 1867 Zwangsumzug Judenhaus 1941 Sinzenich deportiert ermordet im besetzten Polen      | 11. März 2016 | Carolina Ulmer, geborene Rolef, wurde am 7. Dezember 1867 in Kirchheim geboren und heiratete am 15. Februar 1889 den Handelsmann Nathan Ulmer in Kuchenheim. Sie brachte die fünf Töchter Jeannette (* 1890), Frieda (* 1891), Therese (* 1893), Jenny (* 1898) und Rosalie (* 1900) zur Welt. Ihr Ehemann Nathan verstarb am 06. März 1932 in Kirchheim. Die Töchter Jeannette, Jenny und Rosalie heirateten und verzogen aus Kirchheim. Die Witwe Ulmer und ihre beiden unverheirateten Töchter galten als sehr arm und wurden von der Gemeinde unterstützt. Am 30. Mai 1941 wurde der Familie vom Bürgermeister des Amtes Kuchenheim mitgeteilt, dass diese in ein Judenhaus nach Zülpich-Sinzenich umziehen müsse. Von dort wurden sie später an einen unbekannten Ort deportiert und nach dem Zweiten Weltkrieg für tot erklärt. |
| Frieda Ulmer     | Arloffer Straße 32 ·   | Stolperstein für Frieda Ulmer (Arloffer Straße 32)       | Hier wohnte Frieda Ulmer Jg. 1891 Zwangsumzug Judenhaus 1941 Sinzenich deportiert ermordet im besetzten Polen                   | 11. März 2016 | Frieda Ulmer, geboren am 29. Dezember 1891 in Kirchheim, war die Tochter des Handelsmann Nathan Ulmer und dessen Ehefrau Carolina. Der Vater Nathan Ulmer verstarb 1932 in Kirchheim. Am 30. Mai 1941 wurde der Mutter Carolina, der Schwester Therese und Frieda vom Bürgermeister des Amtes Kuchenheim mitgeteilt, dass diese in ein Judenhaus nach Zülpich-Sinzenich umziehen müssen. Von dort wurden sie später an einen unbekannten Ort deportiert und nach dem Zweiten Weltkrieg für tot erklärt. |
| Therese Ulmer    | Arloffer Straße 32 ·   | Stolperstein für Therese Ulmer (Arloffer Straße 32)      | Hier wohnte Therese Ulmer Jg. 1893 Zwangsumzug Judenhaus 1941 Sinzenich deportiert ermordet im besetzten Polen                  | 11. März 2016 | Therese Ulmer, geboren am 28. August 1893 in Kirchheim, war die Tochter des Handelsmann Nathan Ulmer und dessen Ehefrau Carolina. Der Vater Nathan Ulmer verstarb 1932 in Kirchheim. Am 30. Mai 1941 wurde der Mutter Carolina, der Schwester Frieda und Therese vom Bürgermeister des Amtes Kuchenheim mitgeteilt, dass diese in ein Judenhaus nach Zülpich-Sinzenich umziehen müssen. Von dort wurden sie später an einen unbekannten Ort deportiert und nach dem Zweiten Weltkrieg für tot erklärt. |

## Kuchenheim
In Kuchenheim wurden im März 2016 vor vier Wohn- und Geschäftshäusern 13 Stolpersteine verlegt.
| Name              | Adresse                   | Bild | Inschrift | Verlegedatum  | Biografie und Anmerkungen |
| ----------------- | ------------------------- | ---- | --- | ------------- | --- |
| Otto Sommer       | Buschstraße 3 ·           |      | Hier wohnte Otto Sommer Jg. 1876 Zwangsumzug Judenhaus 1941 Grossbüllesheim Flucht in den Tod 10.6.1942                                      | 11. März 2016 | Der Händler Otto Sommer, geboren am 14. April 1876 in Kuchenheim, war ein Bruder des Kuchenheimer Textilhändlers Emanuel Sommer. Er musste im Juni 1941 mit seiner Haushälterin Amalie Wolff in das Judenhaus in der Talstraße 11 nach Großbüllesheim umziehen. Dort beging er am 10. Juni 1942 Suizid, unmittelbar vor seiner Deportation in den Osten. |
| Amalie Wolff      | Buschstraße 3 ·           |      | Hier wohnte und arbeitete Amalie Wolff Jg. 1877 Zwangsumzug Judenhaus 1941 Grossbüllesheim deportiert 1942 Theresienstadt ermordet 17.4.1943 | 11. März 2016 | Amalie Wolff, geboren am 10. März 1877 in Gemünd, war die Haushälterin des Händlers Otto Sommer. Sie musste im Juni 1941 mit Sommer in das Judenhaus in der Talstraße 11 nach Großbüllesheim umziehen. Am 15. Juni 1942 wurde sie von Köln nach Theresienstadt deportiert. Dort wurde sie am 17. April 1943 für tot erklärt. |
| Karl Sommer       | Kuchenheimer Straße 115 · |      | Hier wohnte Karl Sommer Jg. 1895 Zwangsumzug Judenhaus 1941 Grossbüllesheim deportiert 1942 Minsk ermordet in Maly Trostinec                 | 11. März 2016 | Karl Sommer, geboren am 10. Januar 1895 in Kuchenheim, war von Beruf Metzger. Er wurde zusammen mit seinem Bruder, dem Viehhändler Wilhelm Sommer, dessen Ehefrau Rosel und ihrem Sohn Arno im Juni 1941 zunächst gezwungen in das Judenhaus in der Talstraße 11 nach Großbüllesheim umzuziehen. Die Familie wurde am 8. Juli 1942 ab dem Bahnhof Euskirchen und am 20. Juli 1942 von Köln aus in das Ghetto Minsk deportiert. Später im Vernichtungslager Maly Trostinec ermordet. |
| Wilhelm Sommer    | Kuchenheimer Straße 115 · |      | Hier wohnte Wilhelm Sommer Jg. 1891 Zwangsumzug Judenhaus 1941 Grossbüllesheim deportiert 1942 Minsk ermordet in Maly Trostinec              | 11. März 2016 | Wilhelm Sommer, geboren am 23. Oktober 1891 in Kuchenheim, war von Beruf Viehhändler. Er heiratete seine Ehefrau Rosel im Jahr 1929 in Koblenz. Zusammen mit seiner Ehefrau Rosel und ihrem Sohn Arno sowie seinem Bruder, dem Metzger Karl Sommer, wurden sie zunächst im Juni 1941 gezwungen in das Judenhaus in der Talstraße 11 nach Großbüllesheim umzuziehen. Die Familie wurde am 8. Juli 1942 ab dem Bahnhof Euskirchen und am 20. Juli 1942 von Köln aus in das Ghetto Minsk deportiert. Später im Vernichtungslager Maly Trostinec ermordet. |
| Rosel Sommer      | Kuchenheimer Straße 115 · |      | Hier wohnte Rosel Sommer geb. Kombert Jg. 1896 Zwangsumzug Judenhaus 1941 Grossbüllesheim deportiert 1942 Minsk ermordet in Maly Trostinec   | 11. März 2016 | Rosel Sommer, geborene Kombert, wurde am 25. April 1896 in Mülheim geboren und heiratete den Viehhändler Wilhelm Sommer 1929 in Koblenz. Rosel wurde mit ihrem Ehemann Wilhelm, ihrem Sohn Arno und ihrem Schwager Karl im Juni 1941 zunächst gezwungen in das Judenhaus in der Talstraße 11 nach Großbüllesheim umzuziehen. Zusammen wurden sie am 8. Juli 1942 ab dem Bahnhof Euskirchen und am 20. Juli 1942 von Köln aus in das Ghetto Minsk deportiert. Später im Vernichtungslager Maly Trostinec ermordet. |
| Arno Sommer       | Kuchenheimer Straße 115 · |      | Hier wohnte Arno Sommer Jg. 1930 Zwangsumzug Judenhaus 1941 Grossbüllesheim deportiert 1942 Minsk ermordet in Maly Trostinec                 | 11. März 2016 | Arno Sommer, geboren am 13. Oktober 1930 in Kuchenheim, war der Sohn des Viehhändlers Wilhelm Sommer und seiner Ehefrau Rosel. Er wurde mit seinen Eltern Rosel und Wilhelm Sommer und seinem Onkel Karl Sommer im Juni 1941 zunächst gezwungen in das Judenhaus in der Talstraße 11 nach Großbüllesheim umzuziehen. Deportation ab Bahnhof Euskirchen am 8. Juli 1942 und von Köln aus in das Ghetto Minsk am 20. Juli 1942. Später im Vernichtungslager Maly Trostinec ermordet. |
| Emanuel Sommer    | Kuchenheimer Straße 117 · |      | Hier wohnte Emanuel Sommer Jg. 1895 Flucht 1939 Palästina                                                                                    | 11. März 2016 | Emanuel Sommer, geboren am 14. Februar 1895 in Kuchenheim, heiratete seine Ehefrau Johanna am 8. Mai 1921 in Hetzerath. Er war Textilhändler, der sein Ladengeschäft am Ort des heutigen Geschäftsgebäudes Kuchenheimer Straße 117 hatte. Im hinteren Teil des Grundstücks befand sich der Betsaal der jüdischen Gemeinde von Kuchenheim. Am 10. November 1938, dem Tag nach dem Höhepunkt der Novemberpogrome 1938, drangen Nationalsozialisten in das Haus ein, verwüsteten den Betsaal vollständig und stahlen die Tora. Emanuel Sommer wanderte mit seiner Ehefrau Johanna und ihrer gemeinsamen Tochter Lieselotte nach Palästina aus. Die Familie überlebte dort die Schoa. Emanuels Bruder Otto Sommer beging am 10. Juni 1942 Suizid, unmittelbar vor der Deportation in den Osten. |
| Johanna Sommer    | Kuchenheimer Straße 117 · |      | Hier wohnte Johanna Sommer geb. Haas Jg. 1897 Flucht 1939 Palästina                                                                          | 11. März 2016 | Johanna Sommer, geborene Haas, wurde am 20. März 1897 in Hetzerath geboren. Am 8. Mai 1921 heiratete sie den Kuchenheimer Textilhändlers Emanuel Sommer in Hetzerath. Nach den Novemberpogromen von 1938 wanderte die Familie nach Palästina aus und überlebte dort die Schoa. |
| Lieselotte Sommer | Kuchenheimer Straße 117 · |      | Hier wohnte Lieselotte Sommer Jg. 1927 Flucht 1939 Palästina                                                                                 | 11. März 2016 | Lieselotte Sommer, geboren 1927 in Kuchenheim, war die Tochter des Kuchenheimer Textilhändlers Emanuel Sommer und seiner Ehefrau Johanna. Nach den Novemberpogromen von 1938 wanderte die Familie nach Palästina aus und überlebte dort die Schoa. |
| Simon Rolef       | Willi-Graf-Straße 6 ·     |      | Hier wohnte Simon Rolef Jg. 1862 Flucht 1939 Südafrika                                                                                       | 11. März 2016 | Simon Rolef, geboren am 11. Dezember 1862 in Kirchheim, war von Beruf Viehhändler. Er heiratete am 7. September 1897 seine Ehefrau Hermine, geborene Hermann, die am 3. Februar 1936 in Kuchenheim verstarb. Simon Rolef folgte seinem Sohn Hugo am 21. April 1939 in die Emigration nach Kapstadt. |
| Hermine Rolef     | Willi-Graf-Straße 6 ·     |      | Hier wohnte Hermine Rolef geb. Hermann Jg. 1867 gedemütigt / entrechtet tot 3.2.1936                                                         | 11. März 2016 | Hermine Rolef, geborene Hermann, wurde am 15. Juli 1867 in Oberemmel geboren und war seit dem 7. September 1897 mit dem Viehhändler Simon Rolef verheiratet. Sie starb am 3. Februar 1936 in Kuchenheim. |
| Hugo Rolef        | Willi-Graf-Straße 6 ·     |      | Hier wohnte Hugo Rolef Jg. 1899 Flucht 1937 Südafrika                                                                                        | 11. März 2016 | Hugo Rolef, geboren am 16. Juni 1899 in Kirchheim, war der Sohn des Viehhändlers Simon Rolef und seiner Ehefrau Hermine. Er wanderte am 3. Januar 1937 nach Kapstadt aus und überlebte dort die Schoa. |
| Frieda Rolef      | Willi-Graf-Straße 6 ·     |      | Hier wohnte Frieda Rolef Jg. 1900 Flucht Frankreich interniert Drancy deportiert 1942 ermordet in Auschwitz                                  | 11. März 2016 | Frieda Rolef, geboren am 22. August 1900 in Kuchenheim, war die Tochter des Viehhändlers Simon Rolef und seiner Ehefrau Hermine. Vom 26. November 1934 bis zur Scheidung am 17. Januar 1936 war sie mit Emanuel Ernst Liffmann verheiratet. Sie emigrierte nach Frankreich und wurde am 10. August 1942 vom Sammellager Drancy nach Auschwitz deportiert. Nach dem Zweiten Weltkrieg wurde sie für tot erklärt. |